# Hedwig Greve
Hedwig Laura Amalie Antonie Greve, auch Hedwig von Lepel-Gnitz (* 29. März 1850 in Spelbrink bei Osnabrück; † 10. August 1925 in Weilheim in Oberbayern), war eine deutsche Genre- und Porträtmalerin.

## Familie
Greve war die Tochter des Dr. Wilhelm Eduard Greve und der Franziska Emma E. E. Süs. Sie besuchte das Umfeld der Kunstakademie Düsseldorf und war dort Schülerin von Gustav Süs (wohl der Onkel?). Anschließend wechselte sie zur Akademie der Bildenden Künste München, wo sie Schülerin von Alexander Liezen-Mayer war. Nach ihrer Ausbildung arbeitete sie als Porträt- und Genremalerin. 1875 debütierte sie mit einem Bildnis ihres Lehrers Süs. Bis 1890 war sie mit ihren Bildern, darunter Porträts von Kaiser Wilhelm I. und Justizminister Heinrich von Friedberg, häufig auf deutschen Ausstellungen vertreten. Sie heiratete am 17. September 1880 in Rodenbeck bei Minden den Theaterregisseur Bruno von Lepel-Gnitz (1843–1908), zog 1890 nach Hannover und trat nach der Heirat unter dem Namen Hedwig von Lepel-Gnitz auch als Märchenbuch-Autorin hervor.

## Werke
Gemälde (Auswahl)

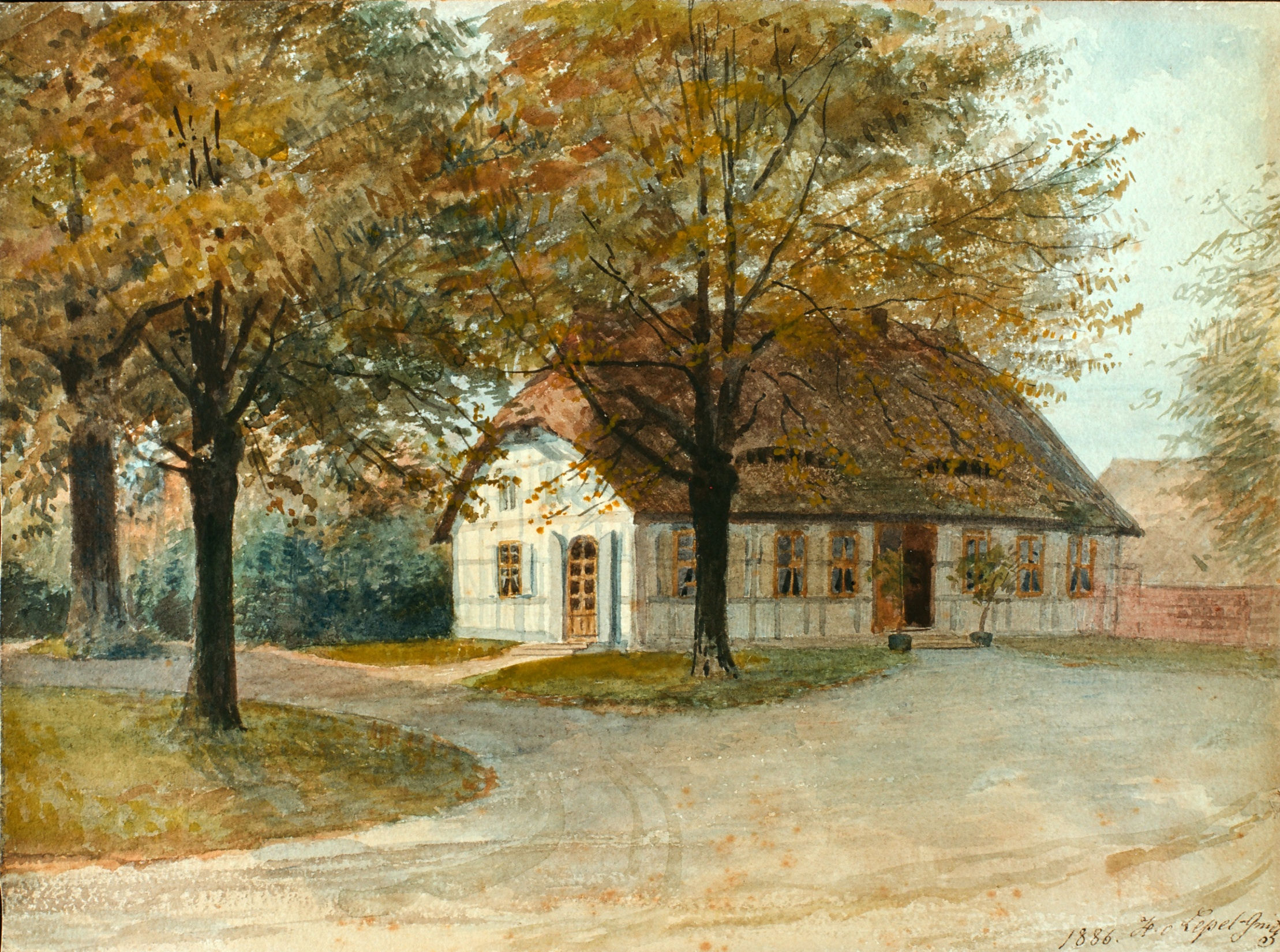
Gemälde Hedwig von Lepel-Gnitz 1886

- Frauenportrait (1922 Bestandteil der Kollektion des Wallraf-Richartz-Museum in Köln)[1]
- Andacht (1922 Bestandteil der Kollektion der Chemnitzer Kunsthütte in Chemnitz)[1]
- Alte Frau (1922 Bestandteil der Kollektion des Rudolfinums in Prag)[1]
- Die Grablegung Christi Kopie nach van Dyck in der Familienkirche in Netzelkow
- Mehrere Aquarelle der Gutsgebäude auf dem Gnitz in Familienbesitz der Lepels

Schriften
- Firlefinzchen und andere Märchen. Loewes Verlag Ferdinand Carl, Stuttgart 1905 (135 Seiten, illustriert mit vier Bunt- und 14 Tonbildern von Karl Fahringer)
- Märchenzauber. Loewes Verlag Ferdinand Carl,  Stuttgart 1919 (136 Seiten, illustriert mit vier Bunt- und sieben Tonbildern von Karl Fahringer).